# Hans-Jürgen Scheinert
Hans-Jürgen Scheinert (* 5. Oktober 1954) ist ein ehemaliger deutscher Fußballspieler.

## Werdegang
Scheinert begann das Fußballspielen beim TV Voerde. Über den VfB Lohberg und Olympia Bocholt wechselte er 1975 zu Bayer 04 Leverkusen, mit der er in der 2. Bundesliga spielte. In der Saison 1978/79 schaffte er mit seinen Mannschaftskollegen den Aufstieg in die Bundesliga, er blieb noch zwei Jahre, dann wechselte er zu Fortuna Köln. Mit Köln spielte er drei Jahre in der 2. Bundesliga. Er ging danach zum SC Viktoria Köln in die Oberliga Nordrhein.
Er kam auch zu 15 Einsätzen im DFB-Pokal.